# Aktyn
Aktyn (Ac, łac. actinium) – nietrwały pierwiastek chemiczny zaliczany do aktynowców lub skandowców.

## Odkrycie
Nazwa pochodzi od greckiego słowa aktinos oznaczającego promień. Francuski chemik André-Louis Debierne wykrył aktyn w 1899 roku na podstawie stwierdzenia promieniowania (stąd nazwa) jonizującego i widzialnego (niebieskawego) oraz wydzielania energii termicznej w przesączach otrzymanych od Pierre’a i Marii Curie. W tym samym czasie co Debierne, ten sam pierwiastek wykrył chemik niemiecki Friedrich Otto Giesel, który proponował nieuznaną nazwę emanium (łac. emanare – szerzyć się, rozpływać się, emanować).

## Izotopy
Znane izotopy aktynu mają liczby masowe od 221 do 230. W skorupie ziemskiej występuje jedynie izotop 227, w obfitości ok. 3×10−14% wagowo, a w rudach uranu w ilości 0,15 mg/Mg.

## Otrzymywanie
Ze środowiska naturalnego pozyskuje się go z rud uranowych przez aktywację izotopu 226Ra neutronami, po której następuje rozpad β (rozpad z emisją cząstki β, o energii 0,04 MeV następuje w 98,8% przypadków, a w pozostałych następuje rozpad alfa):
226Ra(n, γ)227Ra → 227Ac
Aktyn oddziela się następnie od radu rozpuszczalnikami organicznymi.
Pierwiastek występuje też w szeregu promieniotwórczym 229Th:
229Th(α)→225Ra(β−)→225Ac

## Właściwości chemiczne
Aktyn jest bardzo aktywny chemicznie i ma wysoką radiotoksyczność. Międzynarodowa Komisja Ochrony Radiologicznej (ICRP) ustanowiła dopuszczalną ilość 227Ac w organizmie człowieka na 1 kBq, a kości jako narząd krytyczny. Na powietrzu łatwo się utlenia. Rozpuszcza się w kwasie solnym i azotowym. Związki aktynu są izoelektronowe z analogicznymi związkami lantanu – sole lantanu wykorzystywane są jako nośniki aktynu.
Najpopularniejsze związki
- Ac2O3
- Ac2S3
- Ac(OH)3
- AcF3 – źródło neutronów aktywowane cząstkami alfa, 1 Ci tego związku emituje 1,21×106 neutronów/s
- Ac2(C2O4)3
- Ac2(PO4)3
- Ac2(SiF6)3

## Wykorzystanie
Istnieje kilka eksperymentalnych zastosowań aktynu, zwłaszcza w medycynie, do których predysponuje pierwiastek krótki okres połowicznego rozpadu pewnych izotopów (zwłaszcza aktyn-225), oraz emisja cząstek alfa – aktyn nadaje się więc do użycia w radioterapii, dokładniej terapii nowotworów cząstkami alfa (targeted alpha-particle therapy, TAT), zwłaszcza nowotworów złośliwych. Może być też używany jako generator 213Bi, izotopu bizmutu także przydatnego w tej samej terapii. 225Ac jest też źródłem 209Bi.
Aktyn-227 jest używany jako znacznik używany na głębokościach, m.in. do poszukiwań innych izotopów pierwiastka.